# Ultimato soviético à Lituânia de 1940

Comparação entre as mudanças territoriais previstas e efetuadas no Pacto Molotov-Ribbentrop. A esfera de influência soviética e suas aquisições territoriais estão em laranja.

A União Soviética emitiu um ultimato à Lituânia antes da meia-noite de 14 de junho de 1940. Os soviéticos, usando um pretexto formal, exigiram a permissão da entrada de um número indeterminado de soldados soviéticos no território lituano e a formação de um novo governo pró-soviético (mais tarde conhecido como "Governo Popular"). O ultimato e posterior incorporação da Lituânia à União Soviética resultou da divisão da Europa Oriental às esferas de influência alemãs e russas do Pacto Molotov-Ribbentrop de agosto de 1939. A Lituânia, juntamente com a Letônia e a Estônia, caíram sob a esfera russa. De acordo com o Tratado lituano-soviético de assistência mútua de Outubro de 1939, a Lituânia concordou em permitir que cerca de 20 000 soldados soviéticos fossem estacionados em várias bases no interior da Lituânia, em troca de uma parte da Região de Vilnius. Outras ações soviéticas para o estabelecimento de sua posição dominante na sua esfera de influência seriam atrasadas pela Guerra de Inverno com a Finlândia, porém retomadas na primavera de 1940, quando a Alemanha estava fazendo rápidos avanços na Europa Ocidental. Apesar das ameaças à independência, as autoridades lituanas pouco fizeram para organizar um plano de contingências e não estavam preparadas para o ultimato.
Com as tropas soviéticas já estacionadas no país, conforme o Tratado de Assistência Mútua, foi impossível organizar uma resistência militar eficaz. Em 15 de junho, a Lituânia aceitou incondicionalmente o ultimato e perdeu a sua independência. Os soviéticos tentaram mostrar ao mundo que isso não era uma ocupação militar e anexação, mas uma revolução socialista legítima, iniciada pela população local exigindo a adesão à União Soviética. Portanto, os soviéticos seguiram procedimentos semi-legais: assumiram o controle das instituições governamentais, instalaram um novo governo fantoche, e realizaram falsas eleições para o Seimas Popular. Durante sua primeira sessão, o Seimas proclamou criação da República Socialista Soviética da Lituânia e solicitou a admissão na União Soviética. A petição foi oficialmente aceita pelo Soviete Supremo da União Soviética em 3 de agosto de 1940, ao mesmo tempo que processos quase idênticos ocorreriam na Letônia e Estônia. A Lituânia não iria recuperar a sua independência até a proclamação da Declaração de Restabelecimento do Estado da Lituânia em 11 de março de 1990.